# Klimbazol
Klimbazol – organiczny związek chemiczny, lek przeciwgrzybiczy stosowany w leczeniu objawów różnych zakażeń grzybiczych skóry takich jak łupież, łojotokowe zapalenie skóry czy wypryski. Jego struktura chemiczna i właściwości są podobne do takich środków grzybobójczych jak ketokonazol, czy mikonazol.
Działa na różne rodzaje grzybów, m.in.:
- Malassezia furfur
- Trichophyton rubrum
- Trichophyton mentagrophytes i inne gatunki z rodzaju Trichophyton
- Microsporum canis i inne gatunki z rodzaju Microsporum

Klimbazol uważany jest za preparat drugiej generacji, dzięki czemu ma lepszą rozpuszczalność niż preparaty pierwszej generacji i wykazuje większą skuteczność w walce z łupieżem.

## Wskazania
Z uwagi na silne działanie przeciwgrzybiczne, klimbazol jest stosowany jako składnik aktywny w preparatach przeciwłupieżowych (szampony, pianki przeciwłupieżowe) i innych preparatach leczniczych, kosmetycznych i pielęgnacyjnych (płyny, kremy, lakiery przeciwgrzybiczne, odżywki). Klimbazol jest często łączony z innymi składnikami aktywnymi np. cynkiem lub pirytonianem cynku.

## Przeciwwskazania
- nadwrażliwość na lek

## Działania niepożądane
- może powodować miejscowe podrażnienie skóry z objawami takimi jak wysypka, świąd i zaczerwienienie.